# Niels Simon Bache
Niels Simon Bache (født 15. marts 1748 af bondeæt i Knudstrup i Århus Stift, død 7. april 1795) var en dansk gartner.
Bache uddannedes i havebruget, blandt andet ved rejser og flerårigt ophold i Holland (Amsterdam) og England (Sion House og Kew Gardens), samt ansattes 1. april 1780 som gartner ved den kongelige botaniske have ved Charlottenborg i København, i 1793 ved Frederiksborg Slotshave og i 1794 som gartner og slotsforvalter ved Charlottenlund Slot, hvor han døde.
I anledning af nogle af N.D. Riegels og Niels Tønder Lund offentliggjorte angreb på forholdene i den botaniske have udgav Bache i 1787 og 1788 et par modskrifter, af hvilke det sidste - 52 sider i 4to - indeholder adskillige gode oplysninger og ret træffende bemærkninger.
Der findes imidlertid, ifølge Eugen Warming, , ytring af formodning om, at den egentlige forfatter er professor Christian Friis Rottbøll. Flere mindre afhandlinger fra Baches hånd offentliggjordes i almanakker på foranstaltning af Landhusholdningsselskabet, af hvilket han var et virksomt medlem.